# Spillingardans
Spillingardans è un singolo del gruppo musicale islandese Hatari, pubblicato il 4 gennaio 2019 come primo estratto dal primo album in studio Neyslutrans.

## Video musicale
Il video musicale è stato presentato dal gruppo il 21 dicembre 2018 attraverso il proprio canale YouTube.

## Tracce
Testi di Klemens Nikulásson Hannigan e Matthías Tryggvi Haraldsson, musiche di Klemens Nikulásson Hannigan.
1. Spillingardans – 3:43

## Formazione
Gruppo
- Einar Hrafn Stefánsson – percussioni, programmazione, sintetizzatore
- Klemens Nikulásson Hannigan – programmazione, sintetizzatore, voce
- Matthías Tryggvi Haraldsson – voce

Produzione
- Einar Hrafn Stefánsson – produzione, missaggio, ingegneria del suono
- Klemens Nikulásson Hannigan – produzione
- Friðfinnur "Oculus" Sigurðsson – mastering